# Métodos espectrales
Los métodos espectrales son una clase de técnicas utilizadas en las matemáticas aplicadas y la computación científica para resolver numéricamente ecuaciones diferenciales. Generalmente implican el uso de la transformada de Fourier. La idea básica es escribir la solución de la ecuación diferencial como una suma de ciertas "funciones de base" (por ejemplo, como una serie de Fourier que es una suma de exponenciales complejas) y luego elegir los coeficientes de la suma con el fin de satisfacer la solución de la ecuación de la mejor manera posible. 

## Aplicaciones
Los métodos espectrales y los métodos de elementos finitos están estrechamente relacionados y se basan en las mismas ideas. La principal diferencia entre ellos es que los métodos espectrales utilizan funciones de base que son distintas de cero en todo el dominio, mientras que los métodos de elementos finitos utilizan funciones de base que son no nulas sólo en pequeños subdominios. En otras palabras, los métodos espectrales asumen una interpolación global mientras que los métodos de elementos finitos usan una interpolación local. Los métodos espectrales tienen excelentes propiedades de error. Los mismos presentan «convergencia exponencial» de la solución, cuando la misma es suave.
Los métodos espectrales pueden ser utilizados para resolver ecuaciones diferenciales ordinarias (EDO), ecuaciones diferenciales parciales (EDP) y problemas de valores propios que involucran ecuaciones diferenciales. Al aplicar los métodos espectrales para EDPs dependientes del tiempo, la solución se suele escribir como una suma de funciones de base con coeficientes dependientes del tiempo. Sustituir esta expresión en la EDP produce un sistema de EDOs en el que los coeficientes se pueden resolver usando cualquier método numérico de EDOs. Problemas de valores propios para EDOs pueden igualmente convertirse en problemas de valores propios matriciales.